# ディズニーランド
ディズニーランド・パーク（英語: Disneyland）は、アメリカ合衆国のカリフォルニア州アナハイムにあるディズニーパーク。ディズニー・エクスペリエンスが運営している。

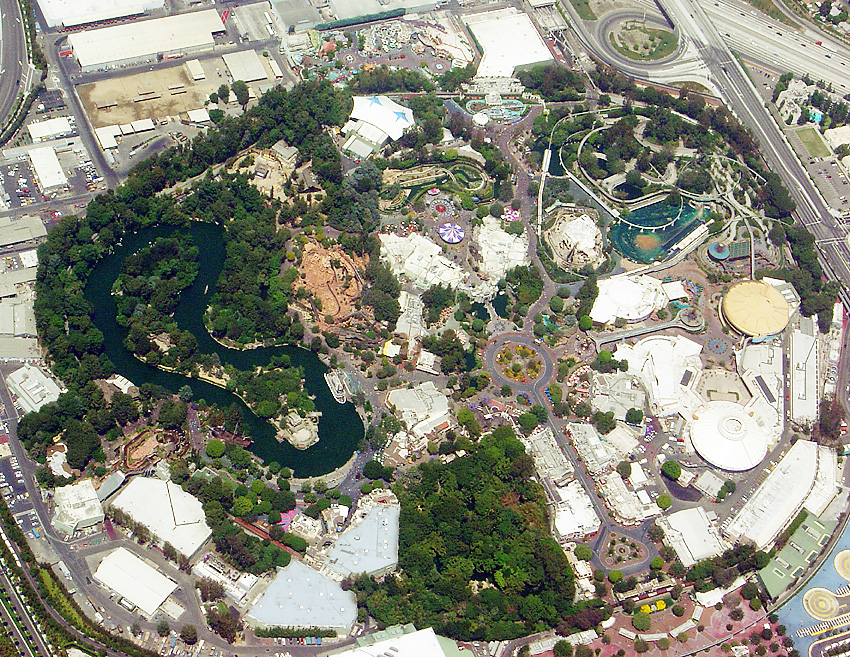
ディズニーランドの上空写真（2004年）

## 別称
他のディズニーランドと混同が起こるため、ディズニーのファンから元祖ディズニーランド、カリフォルニアディズニーランド、アナハイムディズニーランドなどの非公式名称で呼ばれることも多い。

## 概要
アメリカのカリフォルニア州ロサンゼルス近郊のアナハイム市の南西部に位置し、1955年にオープンした。現在世界中でウォルト・ディズニー社が運営するディズニーパークのうち最初に建設された。マスコットキャラクターはミッキーマウス。
中心となるディズニーランドを含む複数のテーマパークやホテル、ショッピングモールなどを含む「ディズニーランド・リゾート」の一部をなす中心的存在である。
オープン以降現在に至るまで、アメリカ国内のみならず、世界で最も有名でかつ利用客の多いテーマパークであり、1975年には、アメリカを国賓として訪問した昭和天皇と皇后も訪れた他、ジャワハルラール・ネルーやモハンマド・レザー・パフラヴィーをはじめ、ロサンゼルスを訪れた各国の王族や首脳が数多く訪れることでも有名である。

## 歴史

### 建設計画

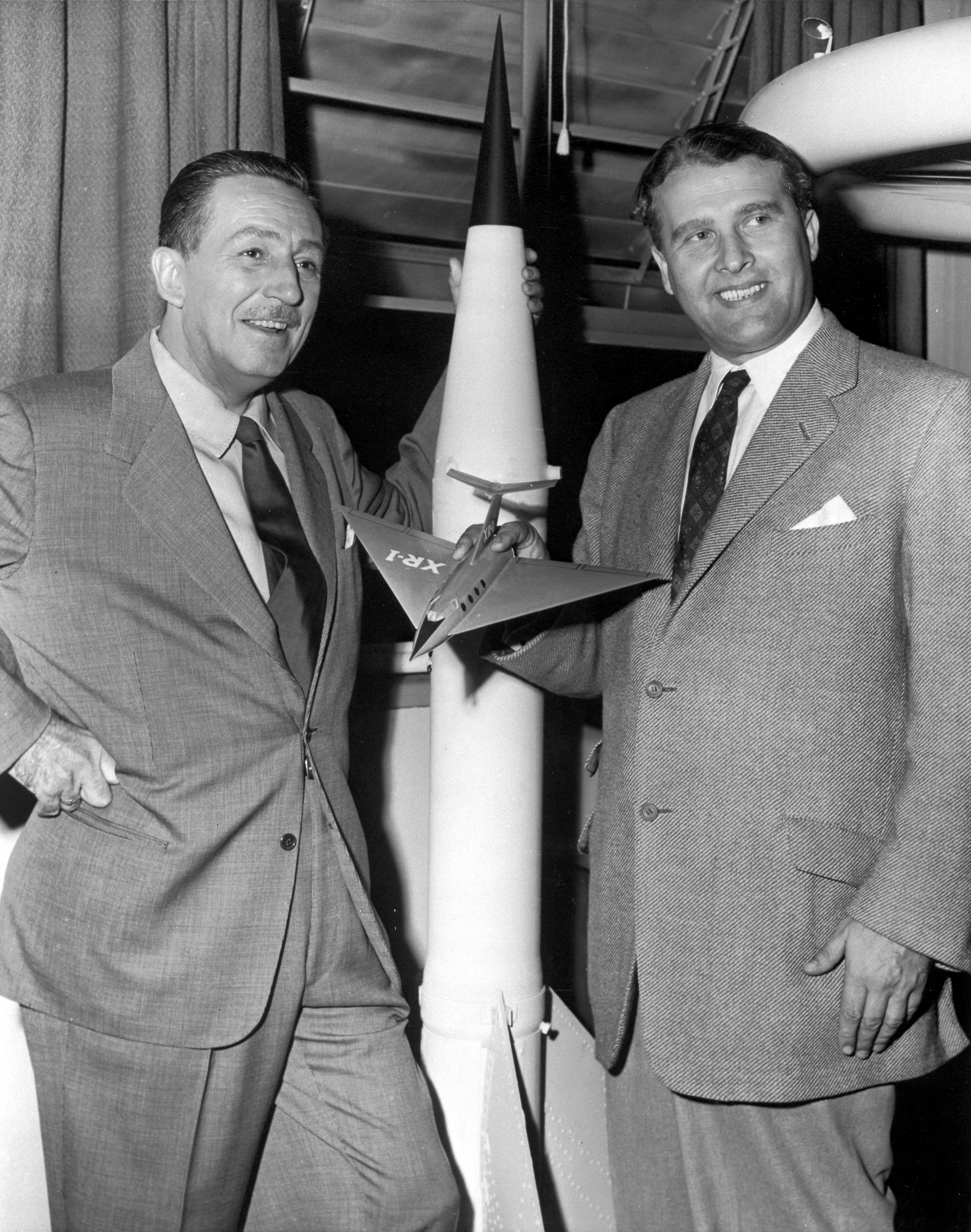
ウォルト・ディズニー（左）
ヴェルナー・フォン・ブラウン（右）

ウォルト・ディズニーは、遊園地で楽しいのは子どもだけで大人にはベンチ位しか居場所がなかった1923年の実体験から、大人と子どもの両方が楽しめ、恒久的な娯楽施設の建設を計画した。その際、ディズニーが参考にしたのは、カリフォルニア州オークランドに1950年に作られた、最初の子供用遊園地「チルドレンズ・フェアリーランド」と、デンマークに1843年に作られた遊園地チボリ公園である。
最初の計画では、カリフォルニア州のディズニー社のスタジオの隣に8エーカー（32,000 m2）の土地を取得し、蒸気鉄道をメインとしたパークを建設する予定であった。これはウォルトが子供の頃、鉄道模型を買ってもらえなかったのが理由とされている。当初の目的はディズニー社の社員の娯楽施設だった。

### 建設開始

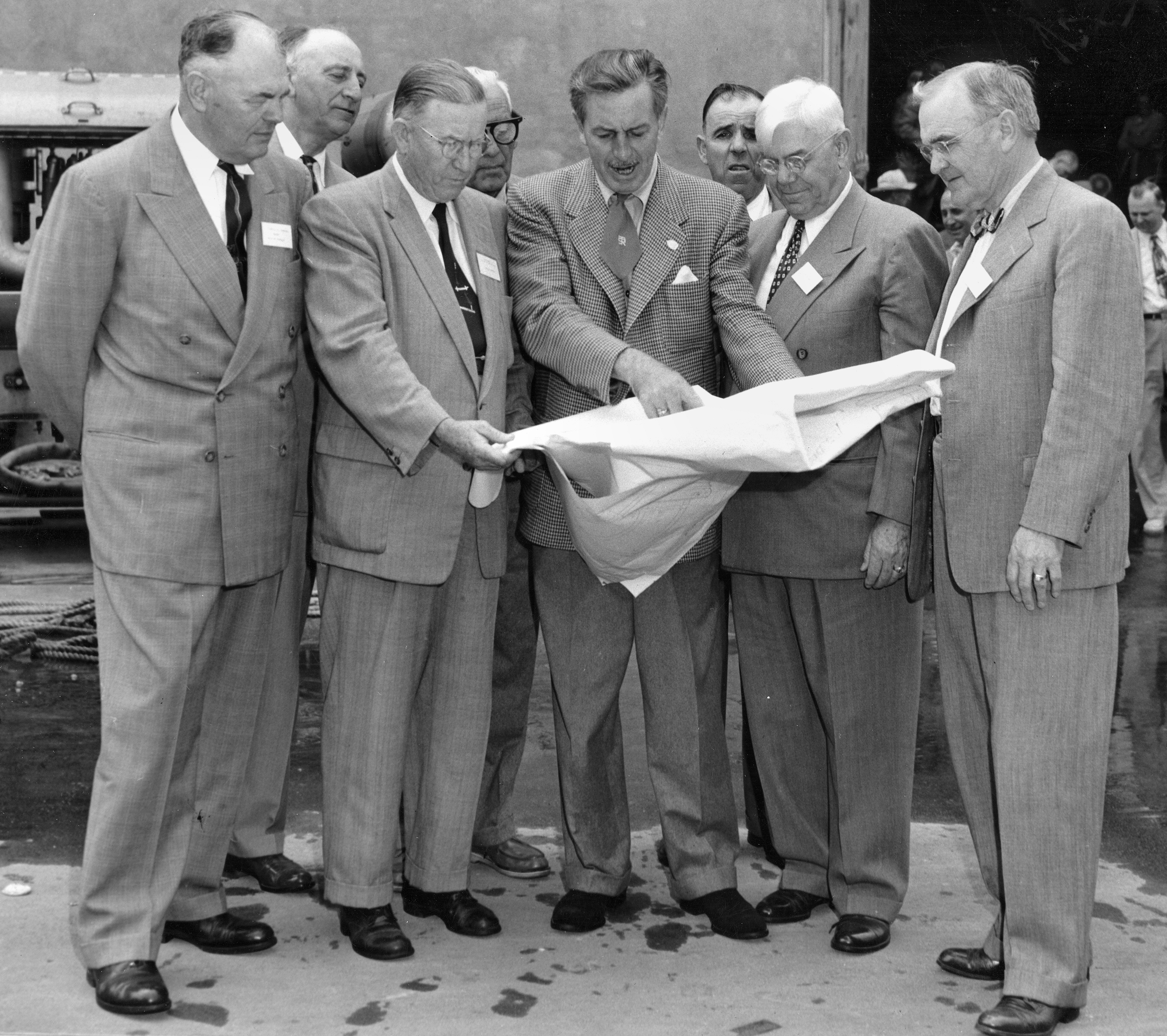
設計図を見るウォルト・ディズニー（中央、1954年）

第二次世界大戦後、当初の計画は大幅に拡張され、より広い土地が必要であることが判明した。1950年代初め、事業資金を入手する困難に直面したディズニーには、新たな資金源の開拓が必要となった。ウォルト・ディズニーはテレビを利用することを決め、彼の構想する魔法の王国を各家庭に売り込むことを図り、1954年から『ディズニーランド』と題された番組がABCにより放送された。
この際に「自分の制作したものはたとえ一部分たりとも他社に所有権を与えない」という「禁」を破り、ABCに遊園地の一部所有権を与え、契約金75万ドルを得た（後に豊かになったディズニーがこの一部所有権を買い戻した）。
スタンフォード大学の研究員の示唆により、ディズニーは計画中の遊園地のために、初めの計画の22倍に相当する160エーカー（730,000m2）の用地を、1エーカーあたり4000ドルでロサンゼルス近郊のアナハイムに取得した。
この土地は当時オレンジ畑とクルミ畑であったが、一年を通して好天に恵まれている上に、連邦ハイウェイ101（現在の州間高速道路5号線）の建設が予定されており、将来の発展と交通の便が見込まれる土地であった。
1954年7月21日に着工されて以降、ウォルト・ディズニーは建設現場にほぼ毎日訪れ、屈んで子供の視線になって、様々なアトラクションや各種施設が出来上がっていくのをチェック、建物や木々の配置の変更を自ら作業員に指示していたという逸話が残されている。

### オープン
1955年7月17日に正式オープンとなり、ウォルト・ディズニー本人をはじめ、カリフォルニア州知事とカトリック教会の司祭、プロテスタント牧師、ユダヤ教の指導者がスピーチを行ったほか、フランク・シナトラも来場した。この日のオープンの模様は先述のテレビ番組『ディズニーランド』でアメリカ中に生中継され、約9000万人が視聴した。ディズニーは、当日のスピーチにおいて、ディズニーランドは「大人はかつての記憶を懐かしみ、若者は未来への挑戦と約束を味わう」場所であり、「世界中の喜びと創造力の源泉になるという願いを込め、アメリカを築き上げた理想と夢と揺らがぬ事実に捧げられている」と、そのコンセプトを述べた。同番組では、俳優のロバート・カミングスやロナルド・レーガン（後のカリフォルニア州知事、およびアメリカ合衆国大統領）、パーソナリティのアート・リンクレターらが出演し、オープンの様子を伝えた。
オープン当日は猛暑になった上に、パーク内の多くはまだ建設中であったこともあり、ガス漏れからウォーターディスペンサーの故障まで様々なトラブルが相次いだ。さらにオープン当初はジャングルクルーズや蒸気船マーク・トウェイン号など、11種類のアトラクションしかなかった上に故障も頻繁に起きたため、初日の様子はキャストから「ブラックサンデー（黒い日曜日）」、メディアからは「ナイトメア（悪夢）」と称された。
また、入場券の偽造や場内への無断侵入などにより、収容人数15,000人に対して2倍近くの28,000人以上が来場した。

### 1950年代後半 - 1960年代
その後も順調に来客者数を増やし、1956年に「オムニバス」、「ホースレスキャリッジ」、「トムソーヤ島いかだ」、「スカイウェイ」、「おとぎの国のカナルボート」がオープン、1958年に「不思議の国のアリス」、「帆船コロンビア号」がオープン。TWA・ムーンライナーの更新が行われたほか、1959年には「ディズニーランド・アルヴェーグ・モノレール（現：ディズニーランド・モノレール）」や「サブマリン・ヴォヤッジ」、「トゥモローランド・オートピア」などの、その後人気を博すアトラクションが追加されるなど複数のアトラクションが追加、更新された。また、同年に1500万人目のゲストが来園した。
なお、モノレールはその後数回にわたり車両の更新が行われており、2020年現在は5世代目の車両となっている。またサブマリン・ヴォヤッジは1998年に一時改装のため閉鎖されたが、その後映画『ファインディング・ニモ』の要素が追加されてファインディング・ニモのサブマリン・ヴォヤッジとして再オープンした。
1959年にアメリカを初訪問したソビエト連邦の最高指導者であるニキータ・フルシチョフは、大使館員からディズニーランドの存在を聞き訪問を強く希望したものの、保安上の観点からシークレットサービスに訪問を拒否された。これに怒ったフルシチョフは、歓迎晩餐会の挨拶の場でこの事に対する苦情を述べた。

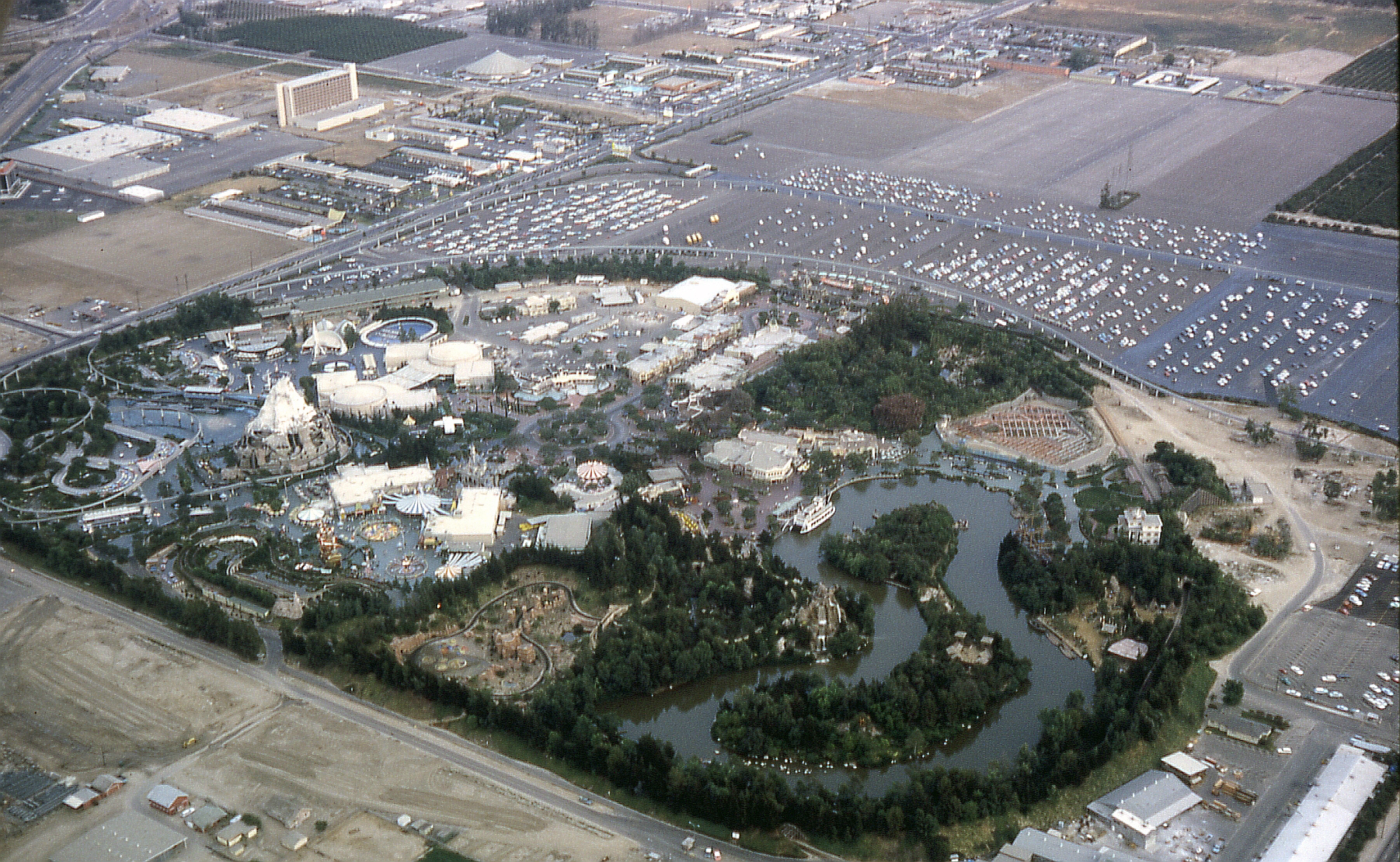
1963年のディズニーランド

### 1960年代
1963年に「魅惑のチキルーム」などオーディオ・アニマトロニクスを導入したアトラクションがオープン。
1965年には開園から10周年を迎えた。その後5年と10年ごとにアニバーサリー企画が催され、園内が華やかに飾られる他、ゼネラルモーターズなどのスポンサーによる自動車などの入園プレゼント企画も提供された。また、同年に「ウォルト・ディズニー・ストーリー/リンカーン大統領の演説の感動」がオープン。
1966年には1964年からニューヨーク州で開催されたニューヨーク万国博覧会からイッツ・ア・スモールワールドがファンタジーランドに移設されてオープン。ニューオーリンズ・スクエア、「カリブの海賊」も同年にオープンした。
1969年に「ホーンテッド・マンション」などがオープン。
その他、1960年代には、同じく移設されたピープルムーバーがグッドイヤーのスポンサーの元でトゥモローランドにオープンした。さらにディズニーランド・モノレールの路線を延長することで園内と直結した、初の直営ホテルであるディズニーランド・ホテルが開業した。

### 1970年代
1970年代には、ティーンエイジャー以上の年代の若者の取り込みを目的に、当時若者を中心に人気を集めていたジェットコースター的なアトラクションの充実が図られ、スペース・マウンテンやビッグサンダー・マウンテンを始めとする、その後もディズニーランドのアイコン的人気を得ることになるアトラクションが追加された。
1972年に「メインストリート・エレクトリカルパレード」がスタート。
1976年に1億5000万人目のゲストが来園
1978年に「マッターホーン・ボブスレー」などがオープン。
また1970年代中盤以降、円高と航空旅客運賃の低下、それらがもたらした海外旅行熱を受けた日本からの来客者が激増したため、これまではヨーロッパ言語のみであったパンフレットや音声案内、園内の案内板などに、初めてアジア言語である日本語版が設置されるなどの対応が行われた。

### 1980年代
1983年4月には、京成グループのオリエンタルランドとのライセンス契約により「ディズニーランド」として初めての海外進出となる「東京ディズニーランド」が日本の千葉県浦安市舞浜に開園したにもかかわらず、その後も日本人の来場客が増え続けたために日本人客に対する対応が引き続き充実されている。
1985年には開園から30年を迎え、大掛かりな30周年記念イベントが執り行われた。またこの頃から経年化したアトラクションの更新と廃止が行われ、1980年代後半から、ディズニーランド・モノレールやオートピアの車両の入れ替えなどさまざまな改修が行われたほか、初期から提供されていたアトラクションが、老朽化や利用者数の低下などを理由に廃止された。
その一方で、マイケル・ジャクソンが主演を務めた3D映画「キャプテンEO」や、映画『スター・ウォーズ・シリーズ』を元にしたフライトシミュレータ型アトラクションである「スター・ツアーズ」など、当時ディズニー以外とのコラボレーションや、新たなテクノロジーを取り入れたアトラクションがオープンした。

### 1990年代
1993年には「ファンタズミック!」がスタート、新たなテーマランドである「トゥーンタウン」がオープンしたほか、1995年には映画『インディ・ジョーンズ シリーズ』をモチーフにした「インディ・ジョーンズ・アドベンチャー」などのアトラクションもオープンした。また1994年には、正門横から道を隔てた場所にある、日本の東急グループが所有していた「パン・パシフィック・アナハイム・ホテル」を買収し、新たに「ディズニー・パラダイス・ピア・ホテル」として1995年に開業した。
また引き続き、スカイウェイ（ロープウェー）、ピープルムーバーなどの初期から提供されていたアトラクションが、老朽化や利用者数の低下などを理由に廃止された。
1990年代後半に入ると、1980年代に軍事政権からの脱却や戒厳令施行が終わり、その後急速な経済成長を遂げた中華民国や大韓民国などアジアや、同じく経済成長を遂げたメキシコなどの南アメリカ諸国からの来客者が増大した。

### 2000年代
2001年2月には、正門前の駐車場スペースに第2パーク「ディズニー・カリフォルニア・アドベンチャー」と、商業施設「ダウンタウン・ディズニー」が建設されたこともあり、これまで平面式であった駐車場が立体式のものに建て替えられた他、駐車場出口が州間高速道路5号線の出入り口と直結するなど利便性が増している。2つのパークと3つのホテル、商業施設を含め「ディズニーランド・リゾート」と呼ばれる。
2005年に開園50周年を迎えた。記念行事は2005年5月5日からスタートし、翌2006年9月まで盛大に行われた。パーク内各所にミッキーの形に「50」の数字が施された飾りが50個隠されたり、50年前のオープン時から現存する乗り物は金色に塗装される等、「ゴールデンアニバーサリー」として、他のディズニーパークも交えてのイベントとなった。これに伴い、パレードや夜の花火なども新規のものが導入された。なお東京ディズニーランドでもこの期間、ウォルト・ディズニーとミッキーのパートナーズ像前に、ディズニーランドが50周年である事を記す飾り付けが施されるなど、世界中のディズニーランドで祝福された。

### 2010年代
2010年1月には、前年6月に死去したマイケル・ジャクソンの功績を称え、1986年から10年以上上映されていた人気アトラクションキャプテンEOが、キャプテンEOトリビュートとして、2014年7月まで期間限定で再オープンされた。
また、2010年7月には「スター・ツアーズ」が一旦クローズし、3D化された「スター・ツアーズ:ザ・アドベンチャーズ・コンティニュー」で2011年6月に再オープンするなど、アトラクションの改装も引き続き行われている。なお2010年代の中頃より、経済成長と海外旅行ブームを受けた中華人民共和国やタイ王国などの新興国からの来園者が増加した。
2015年には開園から60年を迎え、眠れる森の美女の城にダイヤモンドを基調とした60周年のデコレーションが施されるなど、大掛かりな装飾が園内の至る所に施されている。さらにペイント・ザ・ナイト・パレードやディズニーランド・フォーエバーなどのショーやパレードも新しくスタートした。この60周年キャンペーンは2015年5月22日に始まり、2016年9月まで開催される。
2015年8月にスター・ウォーズのテーマエリアを建設することを発表した。公表されたアトラクションは2つで、1つはあの「ミレニアム・ファルコン」に乗り、銀河をハイスピードでめぐるというもの、もう1つはゲストが銀河戦争の兵士として戦いに参加できるものである。2017年7月には、エリア名を『スター・ウォーズ:ギャラクシーズ・エッジ』とすることが発表された。このエリアは2019年にオープンした
2019年4月20日、2022年にトゥーンタウンで『ミッキーとミニーのランナウェイ・レイルウェイ』がオープンすることが決定。

### 2020年代
2020年3月14日、新型コロナウイルスにより、アメリカ国内の感染拡大予防のため3月末まで閉園を決定 したが、米国国内も爆発的な感染拡大 し、カリフォルニア州も緊急事態宣言を発令した。そのため、ウォルト・ディズニー・ワールド・リゾートと共に閉園期間の延期を決定。全ディズニーパーク初一斉休園した。
2021年1月14日、ディズニーランドは約40年に渡って続いてきた年間パスポート制度を終了させることを発表した。既存購入者については払い戻しを行うとしている。

## 入場方法
パークの入場者は正面玄関手前の売り場でチケットを買い、正面のゲートから入場し、「ディズニーランド鉄道」のメインストリート駅の脇のトンネルをくぐりメインストリートUSAへと入る（ディズニーランドホテル近くにあるダウンタウンディズニー駅からディズニーランド・モノレールに搭乗してパーク内に入ることも出来る）。
なお、チケットはすべてのアトラクションを利用できる「パスポート」のみであり、一部の無料アトラクションしか利用できない入園券や、アトラクションごとのチケットは1990年代に廃止された。
「パスポート」には1日券や2日券、年間パスがあり、現金とクレジットカード、小切手での支払いが可能である。またウェブサイトで購入することもできる。かつては、それらのチケットを利用して入園した後、無料で入手できる「ディズニー・ファストパス」と呼ばれるアトラクション利用時の行列を避ける時間予約制チケットも存在していた。

## 施設
ディズニーランドの施設は、以下の9つのテーマランドで構成されている。

### メインストリートUSA
「メインストリートUSA」は、ウォルトの生まれ故郷、マーセリンの町並みをモデルとしたテーマランド。建物の大半がショップとレストランなどであり、小さな映画館や道路を走る乗り物以外のアトラクションはほとんど存在しない。東京ディズニーランドでは日本の気候の特性上、ガラスの屋根がついてワールドバザールとなっているが、カリフォルニアを含むその他のパークでは、屋根は無く開放的である。

### アドベンチャーランド
アドベンチャーランドは、冒険をテーマにしたテーマランド。インディ・ジョーンズ・アドベンチャーやジャングルクルーズ、魅惑のチキルームなどのアトラクションがある。

### フロンティアランド
フロンティアランドは、アメリカの開拓時代がテーマ（東京ディズニーランドではウエスタンランドに相当する）。蒸気船マーク・トウェイン号や、帆船コロンビア号が運行されているアメリカ河を中心に、ビッグサンダー・マウンテン鉄道やパイレーツいかだなどのアトラクションがある。

### ニューオーリンズ・スクエア
ニューオーリンズ・スクエアは、アメリカ南部のニューオーリンズをテーマにしたテーマランド。ホーンテッドマンションやカリブの海賊などのアトラクションがあるほか、クラブ33も設けられている。
マジック・キングダムでは、ニューオーリンズ・スクエアに相当するのはリバティー・スクエアということになるが、リバティー・スクエアはニューオーリンズをモチーフにしていないため建物などは相当程度異なる。また、東京ディズニーランドではこのテーマランドは規模を縮小し、カリブの海賊およびその周辺のほんの一部がアドベンチャーランドに取り込まれている。

### クリッターカントリー
クリッターカントリーは、小動物の住む田舎をテーマにしたテーマランド。ティアナのバイユー・アドベンチャーやプーさんの冒険、デイビー・クロケットのカヌー探検など、動物や自然をテーマにしたアトラクションを中心に構成されている。

### ミッキーのトゥーンタウン
ミッキーのトゥーンタウンは、ディズニー・キャラクターたちが住む街をテーマにしたテーマランド。ガジェットのゴーコースターやミッキーの家などのアトラクションがある。

### ファンタジーランド
西洋のおとぎ話をテーマにしたテーマランド。園内のシンボル眠れる森の美女の城はここに存在する。ピノキオの冒険旅行、白雪姫と七人のこびと、不思議の国のアリス等、往年のディズニー作品をモチーフにしたアトラクションが多い。多くのアトラクションが東京ディズニーランドのファンタジーランドと共通する。またマッターホーン・ボブスレーもこのファンタジーランドに属している。

### トゥモローランド
トゥモローランドは、「人々の夢見る未来の世界や、最先端の科学技術をテーマにした世界」をテーマにしたテーマランド。スペース・マウンテンやスター・ツアーズ、ファインディング・ニモ・サブマリン・ヴォヤッジやオートピアなどのアトラクションがある。ダウンタウン・ディズニーとの間を結ぶディズニーランド・モノレールの発着駅もある。

### スター・ウォーズ:ギャラクシーズ・エッジ
スター・ウォーズ:ギャラクシーズ・エッジは、映画『スター・ウォーズ』をテーマにしたテーマランド。一部エリアを除き2019年5月31日にオープンし、2020年1月17日に完全開業。

### パーク内の移動
パーク内をディズニーランド鉄道が1周しており、メインストリート USA・ニューオーリンズ・スクエア・トゥーンタウン・トゥモローランドに駅がある。1周の所要時間は約20分である。駅と駅の間では各アトラクションの裏側が見える場所があるほか、恐竜時代のジオラマなどを見ることができる。
1974年まではアッチソン・トピカ・アンド・サンタフェ鉄道会社がこの鉄道とモノレールのスポンサーであったため、鉄道は「サンタフェ・アンド・ディズニーランド鉄道（Santa Fe and Disneyland Railroad）」という名称であり、園とホテルを結ぶモノレールにも同社のロゴが貼られていた。なお、このディズニーランド鉄道とモノレールはオープン後ウォルト・ディズニーが亡くなるまでは、ウォルト個人の所有であった。

## アトラクション

### 人気アトラクション
- イッツ・ア・スモールワールド
ファンタジーランド内の人気アトラクションの一つであるイッツ・ア・スモールワールドは、1964年に開催されたニューヨーク万国博覧会のユニセフのアトラクションとして、ペプシコの提供の元ウォルト・ディズニーによって企画され、世界博内で使用された後、ディズニーランドに移設されたものである。デザインは、メアリー・ブレアによる。2009年に、香港ディズニーランドのイッツ・ア・スモールワールドと同じくディズニーキャラクターが登場するバージョンとなってリニューアルオープンされた。
- インディ・ジョーンズ・アドベンチャー
アドベンチャーランド内に、同名の映画をテーマに作られたアトラクション。軍用車を模したものライドに乗り込んで古代インドの神殿を探検する。
- ディズニーランド・モノレール
トゥモローランド内とダウンタウン・ディズニーに駅があり、ディズニーランドとダウンタウン・ディズニーを往復運転するモノレール。西半球初のモノレールとして1959年に導入され、アルウェグ方式が採用されているため、1970年代初めまでは「DISNEYLAND-ALWEG MONORAIL SYSTEM」と呼ばれていた。なお、東京ディズニーリゾートにあるモノレール「ディズニーリゾートライン」と違い、運搬を第一の目的として作られていないため、路線には利便性を減って、全体的な造形にはコンパクト的である。上記のようにアッチソン・トピカ・アンド・サンタフェ鉄道がスポンサーであったころは、同社のロゴが描かれていた。また、これまでに数回車両が新しいものに取り換えられている。
- マッターホーン・ボブスレー
マッターホーン内に作られたローラーコースター。ボブスレーをイメージしたつくりとなっている。導入されたのは1959年6月と、ディズニーパーク初のローラーコースターである。イラン国王モハンマド・レザー・パフラヴィーが来訪時に搭乗した事がある。
- ファインディング・ニモ・サブマリン・ヴォヤッジ
映画「ファインディング・ニモ」をテーマに作られたアトラクション。トゥモローランドに1959年に導入された、潜水艦をテーマにしたアトラクションであるサブマリン・ヴォヤッジが1998年に廃止された後、同アトラクションの設備を流用し2007年6月に導入された。
- 蒸気船マーク・トウェイン号
フロンティアランド内に流れるアメリカ河を運行している。アメリカの開拓時代に使用されていた外輪船を模したものである。なお、アメリカ川では他にも帆船コロンビア号も運行されている（季節運行）。
- スター・ツアーズ:ザ・アドベンチャーズ・コンティニュー
ディズニーパークにあるフライトシミュレータ型アトラクションの一つ。前バージョンであるスター・ツアーズから映像が3Dになり、シーンごとに用意された複数のシナリオがランダムに選択されるシステムを導入しており、54通りの組み合わせでストーリーが展開される。

### 過去に存在した人気アトラクション
- ピープルムーバー
ニューヨーク万国博覧会にフォード・モーターが提供した自動運行交通システムが基になっている。その後ディズニーランドに移築され、グッドイヤーの提供で1994年まで運営された。
- アメリカ・ザ・ビューティフル/アメリカン・ジャーニーズ
ベル・テレフォン・システム（その後コダック）の提供で運営されていた、アメリカ全土の風景を360度スクリーンで見せるドキュメンタリー映画。1980年代に「アメリカン・ジャーニーズ」に内容が更新され1990年代後半まで運営された。
- キャプテンEO
マイケル・ジャクソンの人気が絶頂期を迎えていた1986年9月にオープンした3D映画。主演がマイケル・ジャクソン、制作総指揮がジョージ・ルーカス、監督がフランシス・コッポラというオールスター・キャストで製作された。1994年にクローズしたが、2009年6月にジャクソンが死去したことを受け、2010年2月23日に期間限定で再オープンされた。
- スカイウェイ
園内を横断するロープウェー。マッターホルン山の山腹を貫通していた。1994年まで運営された。

## エンターテイメント
園内の至るところで、様々なパレードをはじめとするエンターテイメントが開催されている。
- メインストリート・エレクトリカルパレード
メインストリート USAを中心としたパーク内を、各キャラクターと電飾された山車、ダンサーが電子演奏とともにパレードするもの。1972年 - 1996年の長きにわたって行われた。その後は、隣のカリフォルニアアドベンチャーで「ディズニー・エレクトリカルパレード」が2010年まで行われた。
- ファンタズミック!
アドベンチャーランドのアメリカ川で行われるスペクタクル・ショー。ミッキーと悪役が闘う様子を、川を使ったウォータースクリーンやレーザー光線などの特殊効果を駆使して表現する。

## その他

### 徹底した雰囲気作り
ディズニーランドは日常から切り離された架空の世界を冒険するというコンセプトにのっとり、パーク内では徹底した雰囲気作りが行われている。パークにはいわゆる「従業員」が居らず、従業員を「キャスト」来客を「ゲスト」と呼称し、キャストは全員がディズニー作品にのっとったコスチュームをまとって役を演じながら作業をしている。
パークの周囲は木岐で覆い隠され周囲の住宅やホテル、高速道路が見えないようにしたり、食料やゴミの運搬は地下の通路を通じて搬送することで、現実感をゲストに与えないようにしている。

### アニバーサリー
開園以降5年と10年ごとにアニバーサリー企画が催され、園内が華やかに飾られる他、アニバーサリー記念の土産物やグッズが用意される。また、過去にはゼネラルモーターズ（GM）などのスポンサーによる自動車などの入園プレゼント企画も提供された。

### 日本人向けのサービス
1970年代以降に日本からの観光客が増加したため、日本人向けのサービスが充実している。
- 公式ウェブサイトには日本語バージョンが用意されている[24]。
- 日本語のマップが用意されている。
- 一部アトラクションでは日本語で聞くことが出来るレシーバレンタルサービスがある。
- 日本語を含む英語以外の言葉を話せるキャストはネームタグ（名札）に話せる国の国旗シールが貼られている。
- パーク内にあるコインロッカーは操作画面で日本語を選択できる。

## アクセス

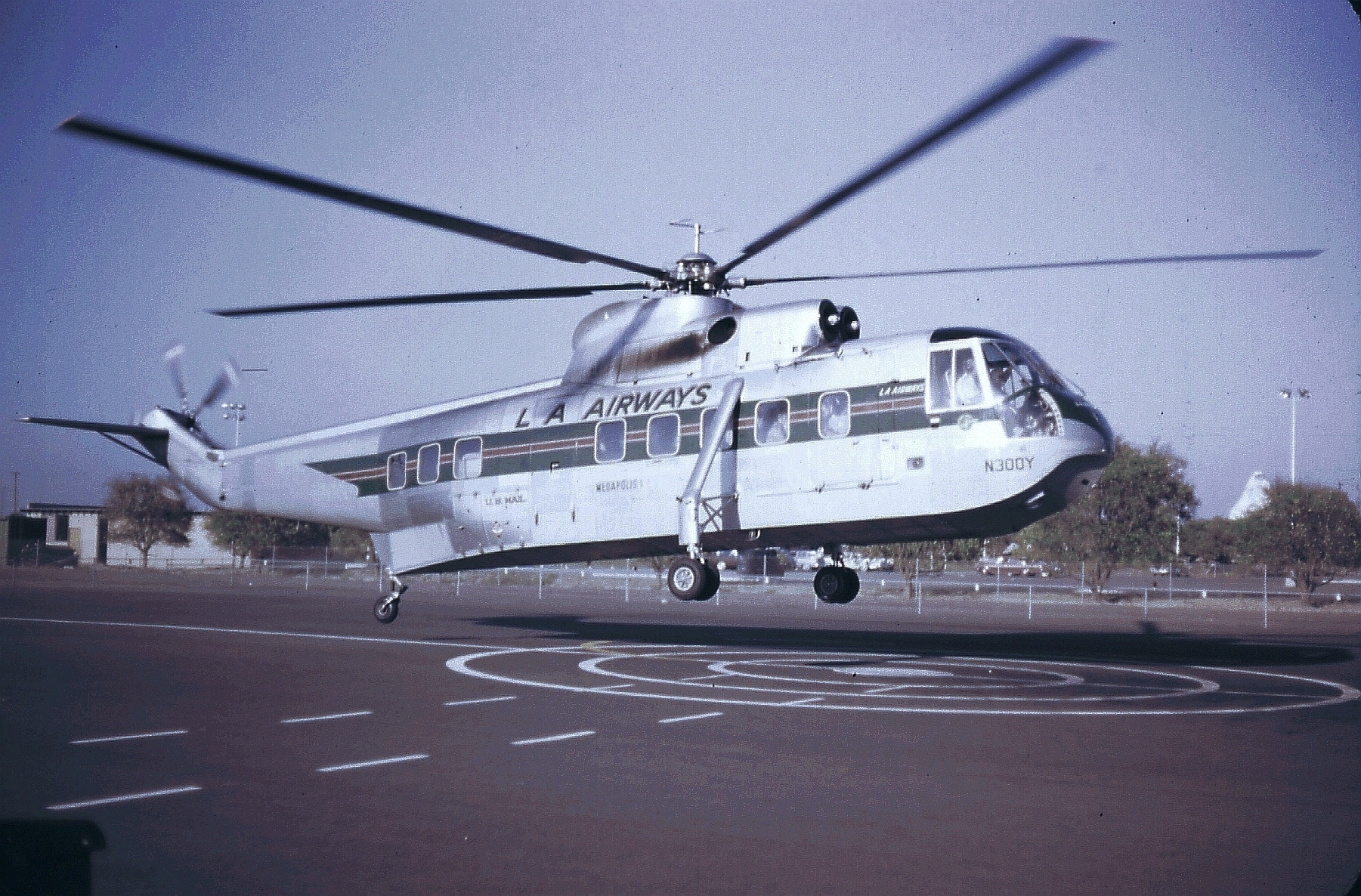
ロサンゼルス・エアウェイズのヘリコプター

アナハイム市の一般道からアクセスできるほか、市外からの来訪者のために州間高速道路5号線からパーク内の駐車場へ直通する出入口がある。
ロサンゼルスのダウンタウン、及びロサンゼルス国際空港やジョン・ウェイン空港、ロングビーチ空港、オンタリオ国際空港のいずれからも車で30分程度で、さらにロサンゼルス国際空港からの定期バス便があるが、現在鉄道でのアクセスは整備されておらず、最寄り駅はアナハイム地域交通インターモーダルセンターとなっている。
なお1960年代には、ディズニーランド園内の駐車場に隣接する専用ヘリポートと、ロサンゼルス市内やロサンゼルス国際空港などとの間を結ぶヘリコプターの定期便が、ロサンゼルス・エアウェイズによって運航されていたが、1968年に起きた墜落事故を受けて廃止された。

## 関連する作品

### 映像作品
- ドキュメンタリー『現代の驚異』シリーズ（ヒストリーチャンネル）
  - 第342回『ウォルト・ディズニー・ワールド（前編）』
  - 第343回『ウォルト・ディズニー・ワールド（後編）』
- 映画『ホリデーロード4000キロ』（製作年：1983年、原題：VACATION NATIONAL LAMPOON'S VACATION）
『ナショナル・ランプーン』シリーズ作品。シカゴ郊外に住む主人公一家が、西海岸にあるディズニーランドをモデルにした作中架空遊園地「ワリー・ワールド」（脚本家ジョン・ヒューズによる短編小説の原作では、実名のまま登場）を目指し、車でアメリカ大陸横断に挑むコメディー・ロードムービー。ウォルト・ディズニーをモデルにした作中架空人物「ロイ・ワリー」も終盤で登場する。

### ソフトウェア
- パソコン向けアドベンチャーゲーム『デゼニランド』（1983年、ハドソン） / 『デゼニワールド』（1986年、ハドソン）
ディズニーランドをパロディ化した遊園地「デゼニランド」を舞台にしたコマンド選択型アドベンチャーゲーム。
- Xbox 360向けゲーム『Kinect: ディズニーランド・アドベンチャーズ』（2011年12月8日発売、マイクロソフト）
ディズニーランドでの体験をもとにしたゲームソフト。Xbox 360とその周辺機器であるKinectを使ってパーク内を歩き回り、アトラクションをモチーフにしたミニゲームを遊ぶことができる。2011年6月7日、アメリカのロサンゼルスで行われたE3にてマイクロソフトより発表された。

### アトラクションスポンサー
- ザ コカ・コーラ カンパニー
- グッドイヤー
- ゼネラルモーターズ
- トランス・ワールド航空（元）
- アッチソン・トピカ・アンド・サンタフェ鉄道（元）
- パナソニック（元）
- コダック（元）
- モンサント（元）